# Federació Catalana de Beisbol i Softbol
La Federació Catalana de Beisbol i Softbol és l'organisme rector que promou, gestiona i coordina la pràctica de l'esport del beisbol i de la disciplina esportiva del softbol dins de l'àmbit de Catalunya. Forma part de la Unió de Federacions Esportives de Catalunya.

## Història

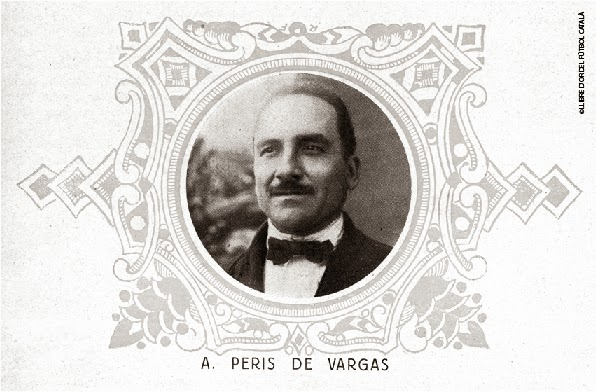
Agustí Peris de Vargas

## Història[calcitació]
A principis del segle XX es disputen els primers partits de beisbol a Catalunya. El 1910 es té constància de partits jugats entre uns equips anomenats Iris BBC(1909), Fe BBC (1909) i Habana BBC (1910). Els primers practicants eren la colònia americana a Catalunya, els fills estudiants dels indians o treballadors d'empreses com La Canadenca. Entre ells destacà la tasca realitzada pel periodista Agustí Peris de Vargas,[3] que l'importà de Cuba i en fou el primer jugador i entrenador.
L'esport no acabà de reeixir, fins que el 1923, per iniciativa del propi Peris de Vargas nasqué la secció del Català BBC i el mateix any la Sociedad Hispano-Americana de Base-Ball.
L'any 1929, en el marc dels actes de l'Exposició Internacional de Barcelona es disputà per primer cop un partit entre la selecció catalana i una selecció d'americans de París. Amb seu a Barcelona, va ser constituïda el 1929 amb el nom de Federació Catalana de Base-ball. La seva precursora fou la Sociedad Hispano-Americana de Base-Ball, creada l'any 1923. El primer president fou Agustí Peris de Vargas, impulsor del beisbol a Catalunya. El mateix 1929 s'organitza el primer Campionat de Catalunya, en el qual ja participaren vuit equips (Català BBC, Barcino, Canadenc BBC (format pels empleats de l'empresa la Canadenca), Olímpic, Catalònia BBC, Montserratí, Dinamita i Fortpienc).
L'any 1931 la federació patí una escissió i crea la Lliga Oficial de Beisbol, presidida pel secretari de la federació, Miquel Batista. Fins al 1939 van coexistir la federació i la Lliga Oficial, però la Lliga va ser més forta, especialment després que el FC Barcelona (Secció de beisbol) passés a formar-ne part i més endavant també el RCD Espanyol. Entre 1932 i 1936 el Campionat de Catalunya el va organitzar la Lliga Oficial, i la Federació Catalana, gairebé sense clubs, només feia amistosos.
Aquests anys foren molt prolífics pel beisbol català i aparegueren gran quantitat de clubs, com el Decoració Tèxtil BBC (1930), Federació d'Alumnes i Ex-alumnes de l'Escola del Treball (FAEET), Almendares BBC, Els Brucs, Hispanos, Emporium, Fanalers, Elèctrics, Corsaris, Nou Diables, Amèrica, México BBC, Exploradors, Rovers, Estels, Futbol Club Barcelona, UE Sants, Casal Barcelonista, Universitari o RCD Espanyol.
Després d'acabar la Guerra Civil, el Consejo Nacional de Deportes va nomenar Lluís Maria Jordà delegat del beisbol a Catalunya que va dirigir la Federació Catalana fins que el 1944 es va fundar la Federació Espanyola sota la presidència de Francisco Amescua i va nomenar Josep Maria Taixés president de la Federación Catalana de Pelota a Base, com li deien les autoritats franquistes al beisbol. El 1940 aparegué l'Hèrcules de les Corts, es refundà la secció del RCD Espanyol, el 1941 la del Futbol Club Barcelona per iniciativa de Josep Maria Taixés. El 1942 es va reprendre el Campionat de Catalunya, i el 1944 es va jugar el primer Campionat d'Espanya.
El 1945 nasqué el CB Viladecans i el 1951 el Picadero Jockey Club i el Pops de Lloret de Mar. El1945 fou disputat el primer campionat d'Espanya que fou guanyat per l'Espanyol de Barcelona, derrotant a la final l'Amèrica de Madrid. A partir dels anys 50, l'esport s'estengué per diferents localitats catalanes, destacant Cornellà, Gavà, Sabadell i Viladecans. L'any 1955, pocs dies abans de la celebració dels Jocs del Mediterrani, es disputà a Montjuïc el Campionat d'Europa de beisbol, que fou guanyat per la selecció espanyola, i amb ell, la representació del vell continent a la sèrie mundial de Milwaukee del mateix any. Als anys seixanta destacà el Picadero Jockey Club barceloní, el qual es proclamà campió d'Europa els anys 1963 i 1968. El CB Viladecans va ser un dels pocs clubs de beisbol que va sobreviure als difícils anys de la fi de l'època daurada d'aquest esport a Espanya a la vora de 1970. Amb la introducció de canals múltiples a la televisió l'augment de l'interès del públic en la Primera Divisió de la lliga espanyola de futbol va eclipsar altres esports d'equip.
El Viladecans es convertí durant els anys 80 i 90 en el club més destacat de l'estat, pràcticament imbatible i amb un rècord de títols consecutius difícil d'igualar. El club guanyà de forma consecutiva tots els campionats de lliga entre els anys 1982 i 2002. Els beisbol català, però, és un esport de caràcter molt minoritari. Durant aquest període destacaren clubs com el CBS Sant Boi (1971), el CBS Gavà (1973), hereu del Club de Beisbol Roca Radiadores, el Catalunya B.C. (1975), hereu del Picadero Club de Barcelona, el Club Herzegovino, el CB Bonanova (1983), el CB Vic Bat (1992) o el BC Manresa.
Durant els anys cinquanta i seixanta tingué una gran activitat i l'any 1975 inclogué el softbol com a modalitat esportiva. D'altra banda, juntament amb la federació francesa, fou pionera en l'organització de competicions internacionals.

## Actualitat
També coorganitzà diversos campionats d'Europa disputats a Catalunya, el primer l'any 1955 i l'últim el 2007, a més també és part del Comité Organitzador de la primera fase la Copa del Món de Beisbol celebrada a Barcelona a l'estiu de 2009. Organitza totes les competicions catalanes de beisbol i softbol i dirigeix la selecció catalana d'aquests dos esports. Ofereix cursos de Monitor de beisbol i softbol i els anys 2008 i 2009 organitza la Coach Convention. Encaminada a coordinar i tutelar els col·lectius dedicats a la pràctica del beisbol i el softbol, també va col·laborar amb la Residència Blume per a la formació de joves jugadors durant la primera dècada del segle xx. Dos òrgans destacats que en formen part són el Col·legi d'Àrbitres i el Col·legi d'Anotadors. L'any 2014 la FCBS absorbeix els 15 equips que formen la Lliga de Softbol Masculí i així aconsegueix federar a tots els seus practicants.

## Presidents[calcitació]

### Agustín Peris de Vargas(1929-1939)
Va fundar diversos equips com el Melao, el Casabe, l'Aguacate, l'Iris i el Català, secció del Català Sport Club, que havia nascut el 1899 amb el nom de Català Futbol Club i que ell mateix va presidir entre 1910 i finals dels anys vint. Fundador i primer president de la federació, càrrec que va ocupar des del 1929 fins al 1939. La seva forta personalitat, però, va fer que el 1931 es produís l'escissió dins de la federació.

### Lluís María Jordà Casadebosch (1939-1944)
Nascut a Mèxic on va descobrir el beisbol en el col·legi dels Jesuïtes. Quan va venir a Barcelona va jugar en el Català Sport Club i va ser president de la Lliga Oficial de Beisbol. Va presidir la federació després de la Guerra Civil quan va ser nomenat delegat d'aquest esport a Catalunya pel Consejo Nacional de Deportes i el 1944 va passar a ser vicepresident de la recentment creada Federació Espanyola.

### Josep Maria Taixés Ferrater (1944-1950)
El 1940 va entrar a la federació com a secretari fins que el 1944 el van nomenar president. Va compaginar uns anys la presidència amb les tasques de jugador, entrenador i delegat del FC Barcelona fins al 1950. El 1962 va tornar com a vicepresident de les juntes presidides per Roque Romero i Pere Valls, i el 1965 va ser elegit president de l'Agrupació de Veterans.

### Lluís Maria Fiol Raspall (1950-1953)
Abans de ser president de la federació ja finançava un trofeu que portava el seu nom i durant la seva presidència es van intensificar els partits de la selecció catalana, que va jugar dos partits enfrontada a equips de la flota nord-americana. El 1952 va instaurar una nova competició organitzada la Copa Barcelona, que se sumava al Trofeu Primavera i el Campionat de Catalunya.

### Josep Caballé Úbeda (1953-1956)
Membre de la Junta Directiva presidida per Lluís Maria Fiol, va ser elegit president el 1953. Durant el seu mandat, el beisbol català va lluir de valent per diversos fets de relleu. Durant els quatre anys que va presidir la federació tres equips catalans es van proclamar campions d'Espanya, el 12 de desembre de 1954 es va inaugurar el Camp Municipal de Montjuïc que del 5 al 10 de juliol de 1955 va acollir la segona edició del Campionat d'Europa. Una vegada va deixar la presidència, el 1960 va viure un altre èxit important per al beisbol català quan, sent president del Lliga Babe Ruth de les Llars Mundet, l'equip infantil d'aquesta entitat va guanyar a Alemanya el primer campionat d'Europa de la categoria, que portava aquest nom.

### Salvador Trullols Buergo(1956-1959)
Va ocupar la presidència a partir del novembre del 1956 1956 fins al juny de 1959, i durant un parell de mesos va presidir dues federacions alhora, perquè d'octubre a desembre de 1957, en la seva condició de vicepresident, també va encapçalar de manera interina la Federació Catalana de Boxa. També va ser vicepresident de la Federació Espanyola.

### Frederic Virgili López (1959-1962)
Va destacar durant els anys trenta en el món de la vela com a tripulant de Santiago Amat, que el 1932 va guanyar la medalla de bronze en la classe Snowbird en els Jocs de Los Angeles de 1932, la primera de la llarga història d'aquest esport. Mentre va ser president de la federació, Barcelona va acollir per segona vegada el 1960 el Campionat d'Europa, en què la selecció espanyola va ser subcampiona.

### Pere Valls Montal (1962 i 1968-1969 i 1970-1973)
Havia entrat a la federació el 1958 com a comptador de la Junta i va presidir la federació en tres etapes diferents. Primer va ser president accidental des del 8 d'abril de 1962, després de la dimissió de Frederic Virgili, fins al 18 de novembre de 1962, quan va ser nomenat Roque Romero. A finals de febrer de 1968 va tornar a ocupar la presidència quan Joaquim Rodríguez va deixar el càrrec, la va deixar el 22 de novembre per presentar-se a la reelecció i la va obtenir una altra vegada el 31 de desembre de 1969. En aquesta tercera etapa es va mantenir fins al 1973. Va formar part de la Junta de la Federació Catalana de Boxa entre 1955 i 1958.

### Roque Romero Sainz (1962-1963)
El va ser el president de la federació El 1951 va fundar el Pops juntament amb Nasi Brugueras i Àlex Colomer, dos amics que estiuejaven com ell a Lloret de Mar, una població on vivien molts descendents dels indians, i el va presidir des d'aquell moment fins a la seva desaparició a principis dels anys 70. El Pops, que va estar en l'elit del beisbol català i espanyol, va tenir a les seves files molts jugadors d'origen sud-americà i va arribar a ser campió de Catalunya l'any 1955 Havia entrat a la Federació Catalana com a membre del seu Comitè Juvenil durant la presidència de Josep Caballé. i va ser elegit president el 1962.

### Joaquim Rodríguez Roselló (1964-1967)
President del Picadero Jockey Club va presidir la federació Catalana de Beisbol del 1964 al 1967.
Havia entrat al Comitè Tècnic de la federació el 1955, sota la presidència de Josep Caballé, en representació del Picadero Jockey Club que tenia potents seccions de beisbol, bàsquet, voleibol i handbol. L'equip de beisbol va ser dues vegades campió d'Europa (1963 i 1968) i tres de Lliga (1957, 1962 i 1964). Abans de ser president de la també va ser tresorer en la junta de Salvador Trullols, vicepresident en les de Frederic Virgili i Roque Romero i de nou tresorer en la de Pere Valls, i després president del Comitè Tècnic de l'Espanyola.

### Angel Hernández Roca (1969)
Periodista esportiu amb una llarga trajectòria als diaris El Noticiero Universal, Tele-eXpress i Mundo Deportivo, va presidir accidentalment la federació entre el 22 de novembre i el 31 de desembre de 1969 després de la dimissió de Pere Valls. La seva passió pel beisbol va fer que el 1962 entrés a la Junta Directiva de la Federació Catalana que presidia Roque Romero com a president del Comitè de Competició, i que després ocupés la vicepresidència amb Joaquim Rodríguez, una vocalia amb Pere Valls i va ser cap de premsa amb Carlos Pérez de Rozas. També va formar part de la Junta Directiva de la Federació Espanyola de Beisbol com a membre del Comitè Nacional Juvenil i va ser membre de la junta de les Associacions Espanyola i Catalana de la premsa esportiva.

### Luis Gómez Pérez (1973-1974)
Exjugador internacional i seleccionador català i espanyol, va ser president interí de la federació entre el mes de novembre de 1973, i el 18 de gener de 1974. Va ser jugador del RCD Espanyol i el FC Barcelona i nou vegades internacional amb la selecció espanyola, amb què el 1955 es va proclamar campió d'Europa a Barcelona. El seu palmarès com a jugador es completa amb dos Campionats d'Espanya i diversos títols de campió de Catalunya. El 1971 va ser nomenat seleccionador català i president del Comitè de Competició. També va ser vocal de la Federació Espanyola, membre del seu Comitè. Durant els anys 60 també va ser president de l'Agrupació de Veterans de Beisbol.

### José Zapata López (1974-1977)
Va ser jugador de beisbol des del 1942 a 1951. Com a directiu es va estrenar el 1972 entrant com a vocal a la Junta Directiva de la Federació Espanyola i va fer de cap d'expedició de la selecció estatal en diversos campionats. Va ser elegit president el 14 de febrer de 1974 i durant la seva presidència la Federació Internacional va concedir l'organització de l'Europeu de 1975 a Barcelona, que es va disputar amb èxit en un camp de Montjuïc i el 1974 va posar en marxa la Diada del Beisbol Català.

### Carlos Pérez de Rozas Sáenz de Tejada(1978-1983)
El 12 de gener de 1978 va prendre possessió com a president de la federació, i va ser-ho fins al 1983, quan va dimitir després d'haver adequat els seus estatuts a la nova legalitat esportiva, inscriure-la al registre d'entitats i haver adquirit per tant entitat jurídica pròpia. Del 1984 al 1986 va ser president el Comitè Probeisbol Olímpic i el 1987, vicepresident del Comitè Organitzador d'un nou Campionat d'Europa que es va disputar a Sant Boi de Llobregat i Viladecans. Com a homenatge a la seva figura, el Camp Municipal de Beisbol de Montjuïc, que el 2007 va tornar a acollir un altre Europeu d'aquest esport i va ser remodelat i ampliat, porta el seu nom.

### Josep Ballester Sarabia (1984 i 2006-2010)
Va ser president de la federació en dues etapes molt distanciades en el temps, la primera des del mes de gener de 1984, quan va agafar el relleu de Carlos Pérez de Rozas de manera provisional i va ocupar el càrrec fins al 30 de desembre del mateix any sense presentar-se a la reelecció. I la segona vint-i-dos anys després, quan va presidir la federació durant una legislatura del 2006 al 2010). Va començar a jugar l'any 1953 en el Club Beisbol i va ser dues vegades campió de Catalunya i una d'Espanya de Segona Divisió, i com a directiu va ser vicepresident del CB Viladecans durant quinze anys. Del 2002 a 2010 va ser vicepresident en la junta que encapçalava Antoni Bèdia, El 2007 va ingressar en el Saló de la Fama de la Federació Espanyola.

### Francesc García (1985-1986)
Havia estat el delegat del primer equip de beisbol del Futbol Club Barcelona, va ser elegit president de la federació el 30 de desembre de 1984 en substitució de Josep Ballester i va deixar el càrrec a mitjan mes de juliol de 1986.

### Juli Pernas López(1986-1994)
Va ser president des del 1986 fins al 1994, també va ser membre de la Junta Directiva de la Federació Espanyola de 1983 a 1997 i president a partir de l'any 2000, així com membre de les Comissions Tècniques de les Federacions Europea i Internacional de Beisbol entre 1992 i 2004. El 2007 va ser també el promotor del primer esdeveniment esportiu a Catalunya amb certificació ISO 14.001, l'Eurobeisbol de Barcelona.

### Josep Anton Jiménez Tremoya(1994-1997)
Va ser elegit l'11 de març de 1994 i es va mantenir en el càrrec fins al 1997. Havia estat director adjunt de la competició de beisbol durant els Jocs Olímpics de Barcelona’92 i va arribar al càrrec avalat per Miquel Ortín, que havia estat president de la Federació Espanyola i membre de la Confederació Europea, amb qui havia treballat en el Comitè Organitzador de la cita olímpica de 1992. Durant el seu mandat va posar en marxa un programa de promoció del beisbol i el softbol a les escoles i les seleccions de les categories base ho van guanyar gairebé tot.

### Manel Baiges Masip (1997-2002)
Va començar la seva vinculació amb el món del beisbol en el Club Beisbol Dinámico Siemens de Cornellà l'any 1958 com a llançador (pitcher), després en va ser delegat i posteriorment president. Va entrar a la Junta Directiva de la federació durant els anys 70 com a vocal, i entre les moltes funcions que va fer en el món del beisbol també cal esmentar la d'àrbitre nacional. Va presidir la federació des de l'any 1997 al 2002, i va centrar bona part del seu mandat a ampliar el programa que havia posat en marxa Josep Anton Jiménez, la promoció escolar del beisbol.

### Antoni Bèdia Torrents (2002-2005)
Va entrar a la federació el 1979 i va ocupar diversos càrrecs directius fins al 1988, entre ells el de vicepresident durant el mandat de Carlos Pérez de Rozas. Abans, en els anys setanta, va formar part de la Junta Directiva de la Federació Espanyola sota la presidència de Francisco Gómez, i de 1980 a 1989 va ser vicepresident i el primer president del Comitè Nacional de Softbol. Va ocupar la presidència de la federació el 2002, a la qual va arribar sense necessitat de votacions com a candidat únic, i va ocupar el càrrec fins al 2005. Un any abans d'acabar el seu mandat, la federació va celebrar els actes del seu 75è aniversari.

### Juan Luis Giménez de Cisneros Ferrandis (2005-2006 i 2011-2013)
Va començar la seva trajectòria en el món del beisbol l'any 1989 com a delegat de les categories inferiors en el Club Hèrcules de l'Hospitalet, va presidir la Federació Catalana de Beisbol i Softbol en una primera etapa des de 2005 a 2006, i la segona des de 2011. A la Junta Directiva de la Federació Catalana hi va entrar el 1998 com a vocal, després va passar a ser vicepresident, i el 2005 es va convertir en president, càrrec que va deixar el 2006. Posteriorment, de 2006 a 2010 va passar a ser secretari general en la Junta Directiva presidida per Josep Ballester, i el 2010 va iniciar el mandat de Joan Ramon Hidalgo com a tresorer fins que va tornar a ser elegit president després de la presidència accidental de Joan Gols. Al marge dels seus càrrecs a la Federació Catalana de Beisbol i Softbol, Juan Luis Giménez de Cisneros també ha estat vocal de la Junta Directiva de la Federació Espanyola i membre de la seva comissió delegada.

### Juan Ramon Hidalgo Moya (2010-2011)
Va ser elegit president el 3 de maig de 2010 i el 9 de juny va prendre possessió del seu càrrec, però va acabar dimitint un any després per motius laborals. Abans d'accedir al càrrec de president, va ser assessor jurídic de competició i disciplina esportiva de la Federació Catalana i també de la Federació Espanyola.

### Joan Gols Clapés (2011)
Era vicepresident de la Junta Directiva presidida per Juan Ramón Hidalgo, es va convertir durant uns mesos del 2011 en el president interí de la federació fins que es van convocar noves eleccions i va guanyar Juan Luis Giménez de Cisneros. Abans d'iniciar el 1999 la seva etapa com a dirigent, va ser jugador, entrenador i anotador de beisbol. A la Junta Directiva de la federació, hi va entrar com a vocal el 2006, en la segona etapa de Josep Ballester com a president. Anotador internacional per la Federació Internacional (IBAF) i la Confederació Europea de Beisbol (CEB), Joan Gols també va ser durant aquesta etapa president del Comitè d'Anotadors de la Federació Catalana i membre de la Comissió Tècnica del Comitè Nacional d'Anotadors de la Federació Espanyola.

### Jordi Vallès Mestres(2014-2024)
Llançador format al Club Beisbol i Softbol Hèrcules l'Hospitalet, també formà part del Club Beisbol i Softbol Sant Boi i del Futbol Club Barcelona amb qui guanyà la Copa d'Europa CEB (2005 i 2007), de la qual fou escollit millor llançador del torneig (2007). Va ser jugador internacional des de l'any 1997 fins a l'any 2007 disputant 5 Campionats d 'Europa, 2 Preolímpics (Sidney 2000 y Atenes 2004) i la Copa del Món de Beisbol l'any 2005. A títol individual va guanyar el premi a Millor Llançador d'Espanya 3 vegades i d'Europa l'any 1998. El 2013 va ocupar el càrrec de vicepresident de la Federació Catalana de Beisbol i Softbol i des del 2014 n'ocupa la presidència. L'any 2013 i fins a 2016 va ser el Director de Competicions i Promoció de la Real Federación Española de Béisbol y Sófbol, a més, va ser nomenat District Administrator dels programes Little League Baseball and Softball International a Espanya. El 2015 i fins al 2017 fou membre de la Comissió Tècnica Europea de la Confederació Europea de Beisbol, actuant com a delegat i comissari tècnic de varies competicions europees. Director adjunt en l'organització de l'Eurobeisbol 2007 de seleccions nacionals, director de la primera fase de la Copa del Mon de Beisbol 2009 (World Baseball Cup) i director de l'Eurojunior de Softbol de l'any 2016. Renova el seu càrrec com a President l'any 2018 (Eleccions web Federació). El 2024 ha deixat la presidència per motius personals.

### Òscar Milla i Martínez (2024-)
Periodista (Col·legiat 15131), sempre ha estat vinculat al món de l’esport, pertany a la Federació Catalana de Beisbol i Softbol des de 2006, entrant com a responsable de comunicació. Al 2007 va ser el cap de comunicació de la seu de Viladecans del Campionat d’Europa de Seleccions de 2007, i de la seu de Barcelona del Campionat del Món de 2008. L’any 2010 va entrar a formar part de la junta directiva com a vocal, posteriorment com a tresorer, i des de 2014 fins a 2024 com a vicepresident primer.
Professional de la comunicació al Servei Municipal de Comunicació de l’Hospitalet de Llobregat, des de 1999, també és director de comunicació i relacions externes del Centre d’Esports l’Hospitalet. Durant la seva carrera també ha estat responsable de comunicació del Torneig Internacional Júnior de Bàsquet “Ciutat de l’Hospitalet” (2000-07) i de l’Hoquei Club Piera (2018-23). És també ambaixador de l’AE Ramassà.